# علم نفس الروبوت

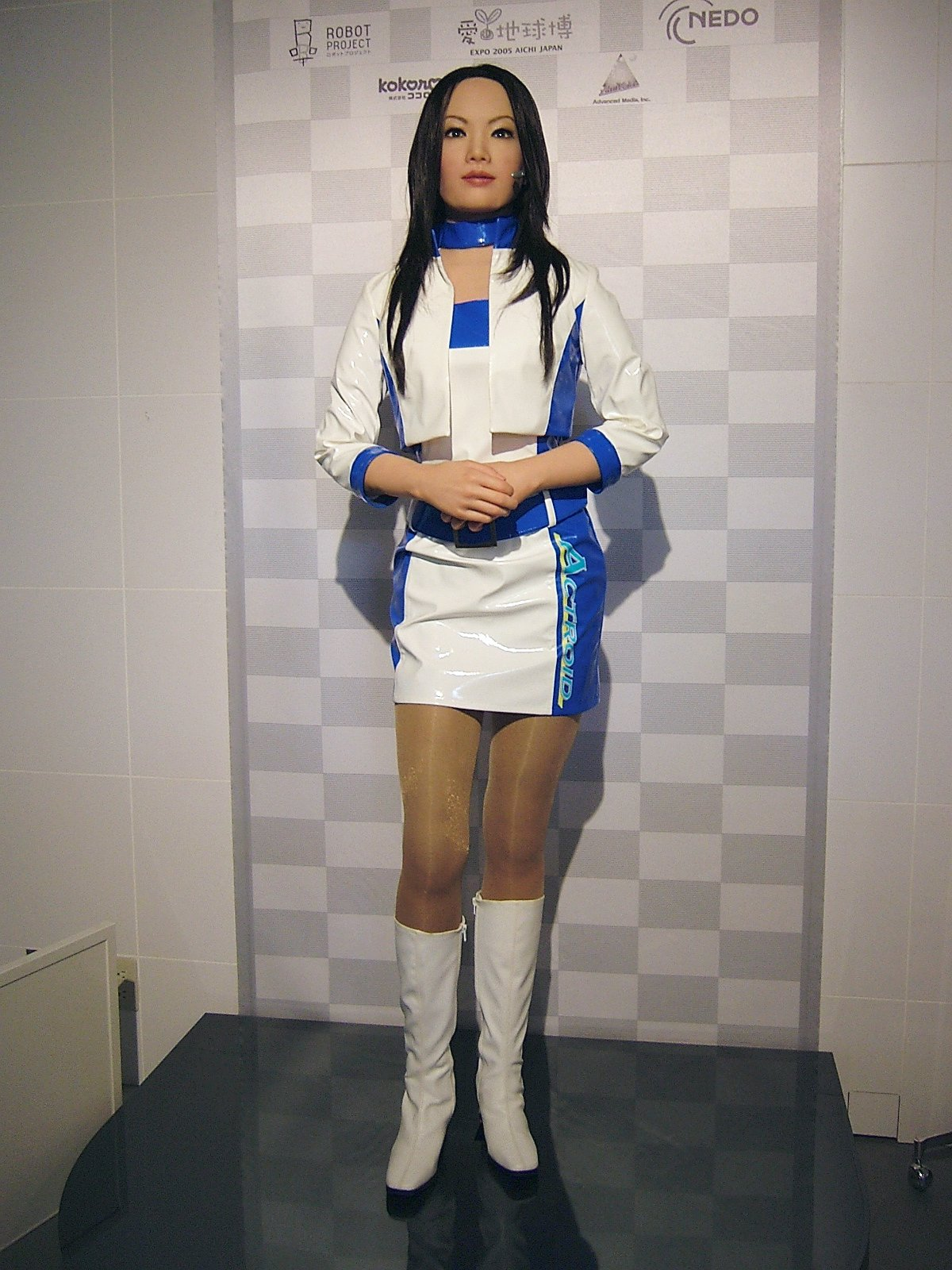

علم نفس الروبوت (Robopsychology) هو عبارة عن دراسة شخصيات الآلات الذكية (intelligent machine). وهذا المصطلح والمفهوم قام بتعميمه ونشره إسحاق أسيموف (Isaac Asimov) في القصص القصيرة التي تم وضعها في مجموعة بعنوان أنا (I, Robot) التي تميزت بشخصية عالمة نفس الروبوت د. سوزان كالفن (Dr. Susan Calvin) والتي دارت حبكتها الدرامية بشكل كبير حول البطلة التي تقوم بحل المكشلات المتعلقة بسلوك الروبوت الذكي.
كما قدمت هذه القصص أيضًا القوانين الثلاثة للربوتات (Three Laws of Robotics) الشهيرة التي وضعها أسيموف. جدير بالذكر أن عالم نفس الروبوت الآخر الذي تم ذكره بالاسم (الشخص الآخر والوحيد الذي تم ذكره في سلسلة الروبوت القصصية) هو كلينتون ماداريان (Clinton Madarian) والذي تم تقديمه في السلسلة على أنه خليفة سوزان كالفن في قصة الحاسة السادس للمرأة (Feminine Intuition).
ويظهر علم نفس الروبوت وفقًا لوصف أسيموف على أنه خليط من التحليل الرياضي وعلم النفس التقليدي يتم تطبيقه على الروبوت. كما يأتي علم النفس الخاص بالبشر كجزء من هذا المجال؛ حيث إنه يشمل تعامل البشر مع الروبوت. ويتضمن ذلك مفهوم «فرانكشتين المُعقّد» (Frankenstein complex) – الخوف غير المعقول الذي ستسببه الروبوتات (أو غيرها من المخلوقات) لمُصنِّعيها.